# Golf de Divonne
De Golf de Divonne is een golfclub die speelt op de 18 holesgolfbaan van de Domaine de Divonne in Divonne-les-Bains. De baan ligt in de Jura, aan de noordwestkant van de weg die langs de noordkant van het Meer van Genève loopt, tussen Genève en Nyon. Vanaf de baan heeft men uitzicht op de Mont Blanc en de Alpen.
De golfbaan werd in 1931 op 60 hectare grond aangelegd en ligt op een hoogte van 550 meter. In 1963 heeft Donald Harradine hem aangepast.

## Toernooien
- Het Open de Divonne van de Europese Challenge Tour werd hier gespeeld in 1993, 1994 en 1995.
- In 2007 werd het Frans Senior Open op deze baan gespeeld.